# Tetranodus rugipennis
Tetranodus rugipennis är en skalbaggsart som beskrevs av Chemsak 1969. Tetranodus rugipennis ingår i släktet Tetranodus och familjen långhorningar.
Artens utbredningsområde är Guatemala. Inga underarter finns listade i Catalogue of Life.